# 北斗彝族乡
北斗彝族乡是中华人民共和国云南省大理白族自治州永平县下辖的一个民族乡。

## 行政区划
北斗彝族乡下辖以下村级行政区划单位：
北斗村、梅花村、上寨村、新村、黄连村、六米村、黑豆场村、双河村和栗树坪村。